# Primeira Divisão 1970/1971
Primeira Divisão 1970/71 byla nejvyšší portugalskou fotbalovou soutěží v sezoně 1970/71. Vítězem se stal a do Poháru mistrů evropských zemí 1971/72 se kvalifikoval tým Benfica Lisabon, Pohár UEFA 1971/72 hrály týmy FC Porto, Vitória Setúbal a Académica de Coimbra. Účast v Poháru vítězů pohárů 1971/72 si zajistil vítěz portugalského poháru Sporting Lisabon.
Ligy se zúčastnilo celkem 14 celků, soutěž se hrála způsobem každý s každým doma-venku (celkem tedy 26 kol) systémem podzim-jaro. Vzhledem k rozšíření soutěže na 16 týmů přímo sestoupil jen poslední tým.

## Tabulka
| Poř. | Tým                  | Z  | V  | R  | P  | VG | OG | B  |
| ---- | -------------------- | -- | -- | -- | -- | -- | -- | -- |
| 1.   | Benfica Lisabon      | 26 | 18 | 5  | 3  | 62 | 17 | 41 |
| 2.   | Sporting Lisabon     | 26 | 16 | 6  | 4  | 45 | 14 | 38 |
| 3.   | FC Porto             | 26 | 16 | 5  | 5  | 44 | 21 | 37 |
| 4.   | Vitória Setúbal      | 26 | 15 | 4  | 7  | 51 | 16 | 34 |
| 5.   | Académica de Coimbra | 26 | 13 | 7  | 6  | 38 | 24 | 33 |
| 6.   | Boavista FC          | 26 | 9  | 4  | 13 | 18 | 38 | 22 |
| 7.   | CF Os Belenenses     | 26 | 7  | 8  | 11 | 20 | 27 | 22 |
| 8.   | GD Fabril Barreiro   | 26 | 8  | 5  | 13 | 28 | 37 | 21 |
| 9.   | FC Tirsense (N)      | 26 | 6  | 8  | 12 | 24 | 45 | 20 |
| 10.  | FC Barreirense       | 26 | 5  | 10 | 11 | 21 | 31 | 20 |
| 11.  | SC Farense (N)       | 26 | 7  | 6  | 13 | 15 | 33 | 20 |
| 12.  | Vitória Guimaraes    | 26 | 4  | 11 | 11 | 15 | 27 | 19 |
| 13.  | Leixões SC           | 26 | 7  | 5  | 14 | 22 | 44 | 19 |
| 14.  | Varzim SC            | 26 | 7  | 4  | 15 | 23 | 52 | 18 |

|  | Pohár mistrů evropských zemí 1971/72 |
|  | Pohár vítězů pohárů 1971/72          |
|  | Pohár UEFA 1971/72                   |
|  | Sestup do Segunda Divisão            |
|  | (N) - nováček                        |

## Nejlepší střelci
| P. | Nár         | Hráč            | Tým                  | Branky |
| -- | ----------- | --------------- | -------------------- | ------ |
| 1. | Portugalsko | Artur Jorge     | Benfica Lisabon      | 23     |
| 2. | Portugalsko | Vítor Baptista  | Vitória Setúbal      | 22     |
| 3. | Portugalsko | Eusébio         | Benfica Lisabon      | 19     |
| 4. | Portugalsko | António Lemos   | FC Porto             | 18     |
| 5. | Portugalsko | Félix Guerreiro | Vitória Setúbal      | 12     |
| 6. | Portugalsko | Abel Miglietti  | FC Porto             | 11     |
| 7. | Portugalsko | Manuel António  | Académica de Coimbra | 10     |
| 8. | Portugalsko | António Jorge   | Académica de Coimbra | 8      |
| 8. | Portugalsko | Esteves         | Leixões SC           | 8      |
| 8. | Portugalsko | Nunes Pinto     | Varzim SC            | 8      |